# Johann Wolfgang Aveman
Johann Wolfgang Aveman (né en 1583 à Cassel et mort vers 1620 en Allemagne), est un peintre et dessinateur néerlandais spécialisé en peintures architecturales et, en particulier, en intérieurs d'églises.

## Biographie
On dispose de peu de renseignements sur ce peintre. Il serait né à Cassel en 1583 et décédé peut-être en Allemagne autour de 1620. Il est également connu sous le nom de Auemann ou Auman. Il fut l'élève de Hendrick van Steenwick l'ancien, qui le forma en même temps que son fils. Il en résulte que certaines œuvres sont particulièrement difficiles à attribuer entre lui et Steenwick le Jeune. Comme son maître, il effectua des peintures architecturales de vue d'intérieurs d'églises.